# سيباستيان لودفيغ
سيباستيان لودفيغ (بالألمانية: Sebastian Ludwig)‏ هو لاعب بلياردو أمريكي ‏ ألماني، ولد في 22 مارس 1988.

## وصلات خارجية
- سيباستيان لودفيغ على موقع AZBilliards.com (الإنجليزية)